# Stadtteilfriedhof Ahlem

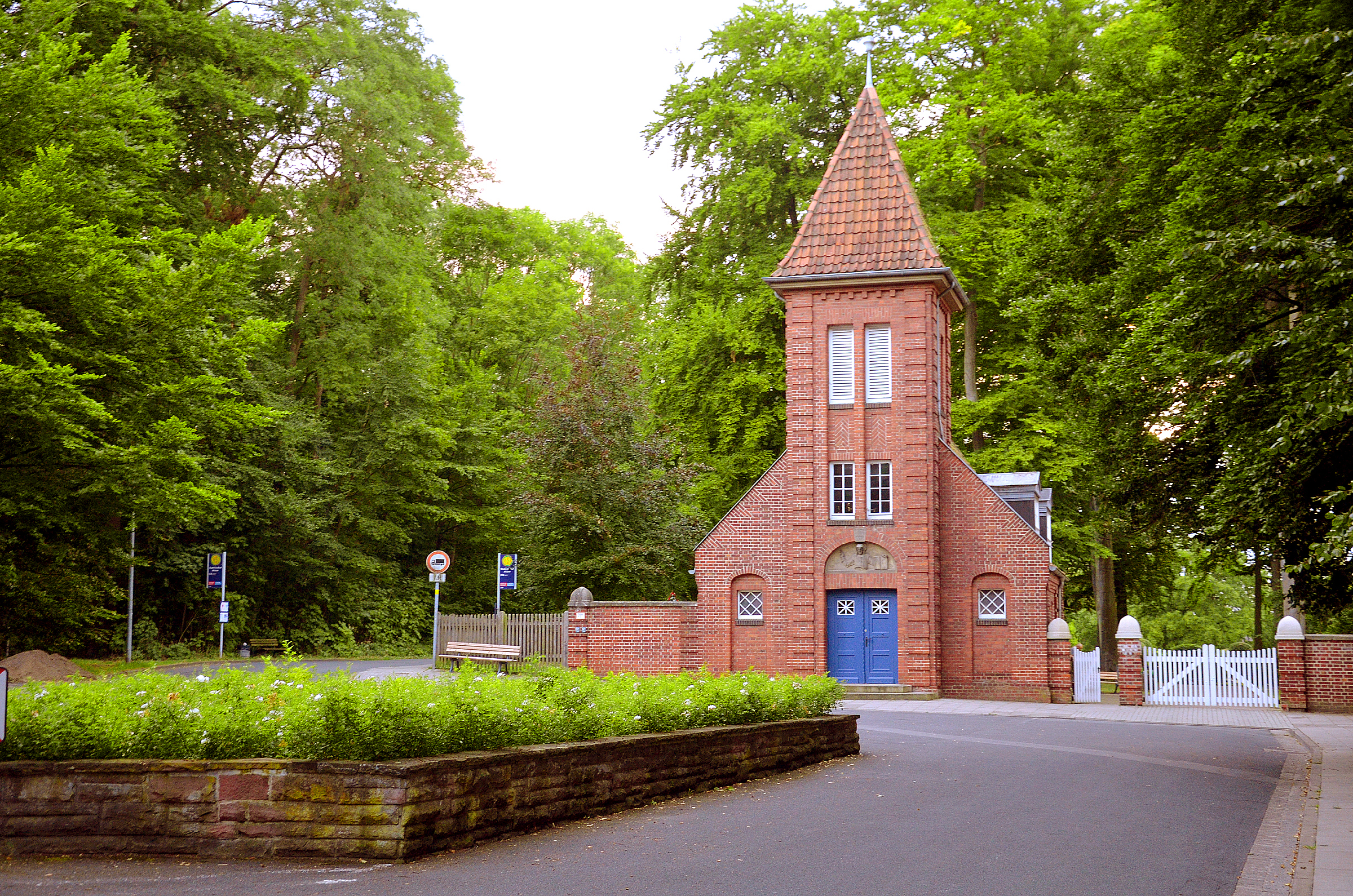
Die 1913 erbaute Kapelle mit dem – ebenfalls denkmalgeschützten – Friedhofseingang im Ahlemer Holz auf dem Mönckeberg.

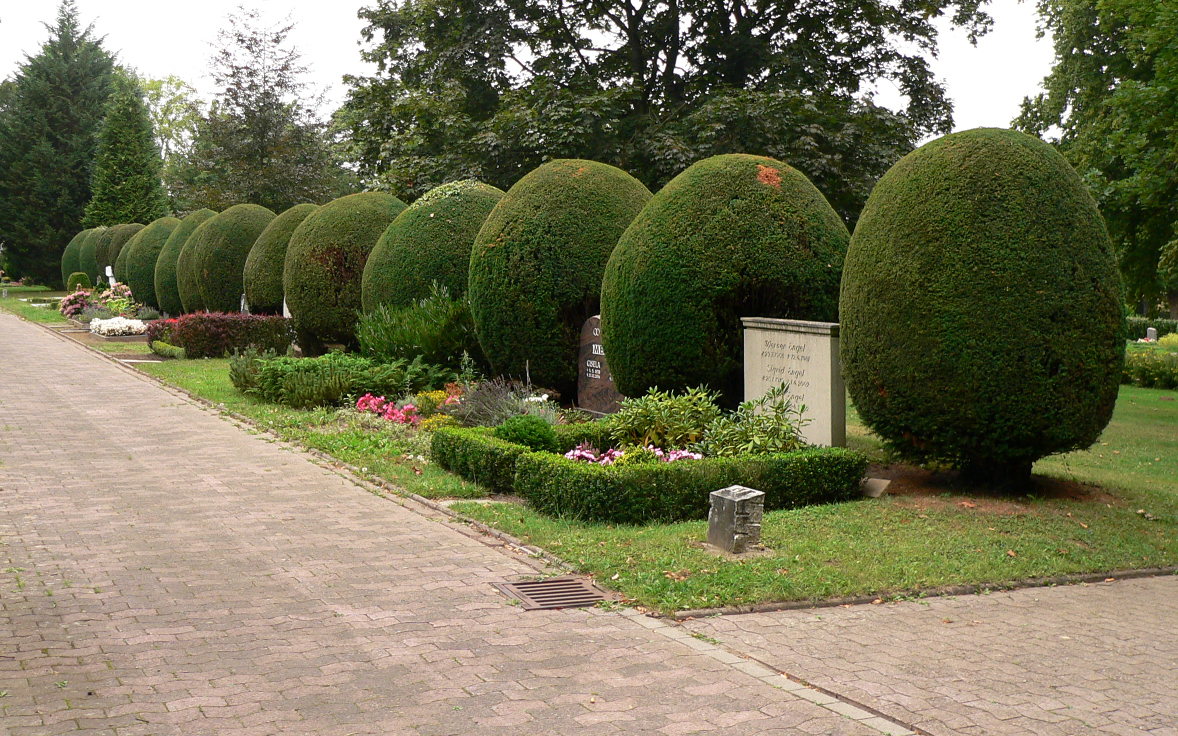
Gräberreihe

Der Stadtteilfriedhof Ahlem (auch: Stadtfriedhof Ahlem, Ahlemer Friedhof oder Ahlemer Waldfriedhof) in Hannover ist ein Anfang des 20. Jahrhunderts angelegter Friedhof im heute hannoverschen Stadtteil Ahlem, und über den Stadtrand der niedersächsischen Landeshauptstadt hinaus, teilweise auch auf dem Gebiet der Stadt Letter zwischen Letter-Süd und Harenberg. Die Grünfläche von rund 5 Hektar Ausdehnung, die als „Stadtteilfriedhof“ der Beisetzung und dem Gedenken ausschließlich von ehemaligen Bewohnern des Stadtteiles dient, ist in seinem südlichen, dem Ahlemer Holz zugewandten Teil als denkmalwert eingestuft. Standort des Geländes mit seiner denkmalgeschützten Kapelle ist das westliche Ende der Mönckebergallee, die zum Ahlemer Holz und dem Mönckeberg hinaufführt. Fahrradfahrer erreichen den unmittelbar am Grünen Ring der Region Hannover gelegenen Friedhof über die – blauen – Wegemarkierungen.

## Geschichte

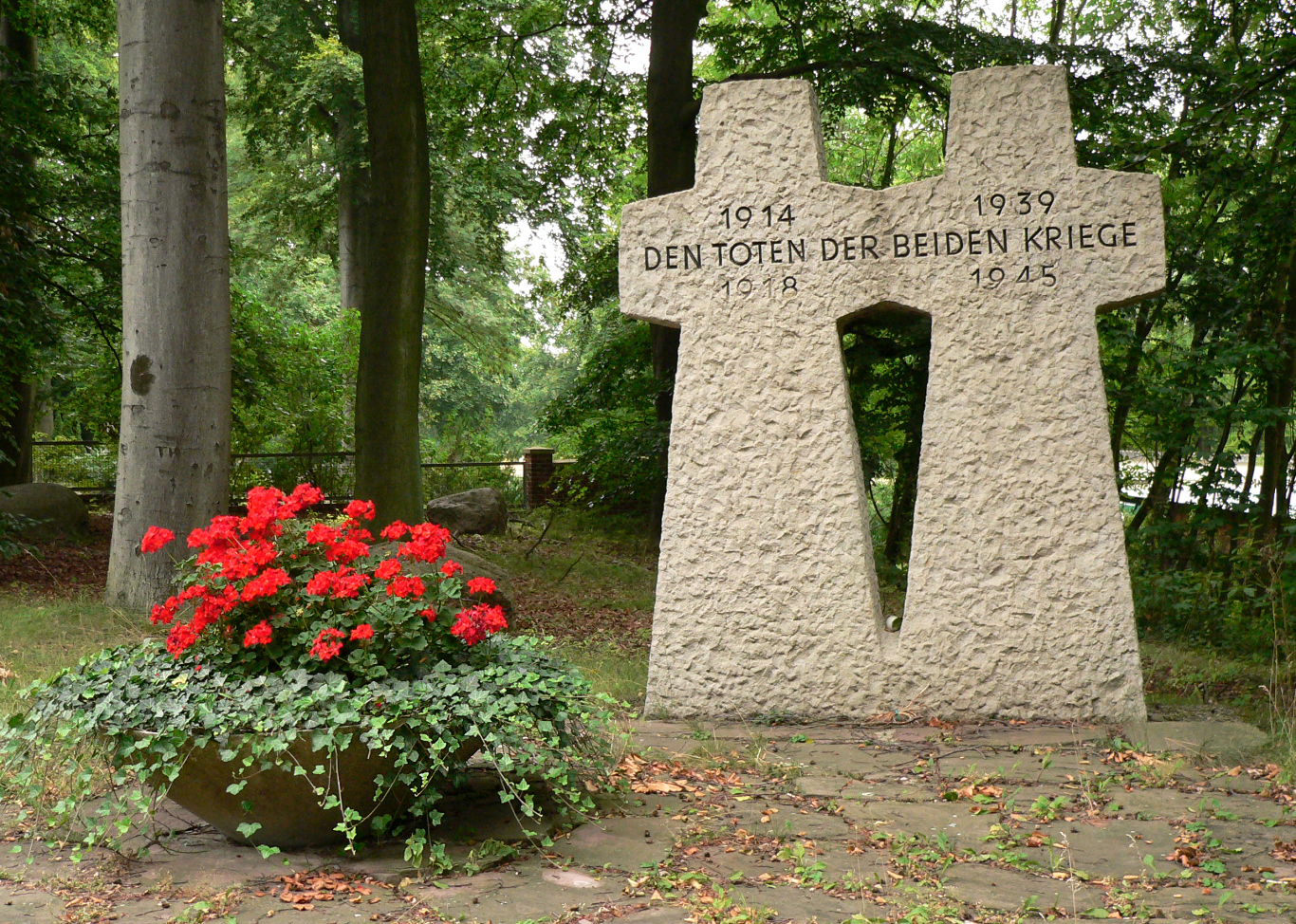
Das vor dem Friedhof aufgestellte Denkmal für die Toten beider Weltkriege

Die ältesten bekannten Gräber in und um Ahlem sollen bei der Abtragung des Buchenberges südöstlich des ehemaligen Dorfes gefunden worden sein. Aus diesem vermutlich größten Gräberfeld im Gebiet rund um die Stadt Hannover sollen hunderte von tönernen Urnen aus der Zeit der Völkerwanderung gefunden worden sein, von denen rund 20 der besterhaltenen in den Besitz des seinerzeitigen „Provinzialmuseums“ gelangten, dem heutigen Niedersächsischen Landesmuseum.
Der heutige Friedhof wurde noch zur Zeit des Deutschen Kaiserreichs 1913 angelegt, am oberen Ende eines alten Feldweges, der unter dem Namen Holzweg durch das Ahlemer Holz und zum Mönckeberg hinaufführte. Dieser Weg wurde nach der Zeit des Nationalsozialismus und dem Zweiten Weltkrieg um das Jahr 1950 in Friedrich-Ebert-Straße umbenannt, nach dem demokratisch gewählten ehemaligen Reichspräsidenten Friedrich Ebert. Ebenfalls aus der Nachkriegszeit stammt das unweit des Friedhofes aufgestellte Denkmal für die Toten beider Weltkriege. Erst 1975, dem Jahr nach der Eingemeindung Ahlems in die niedersächsische Landeshauptstadt, erhielt die zum Friedhof führende Allee ihren heutigen Namen Mönckebergallee.

## Gräber bekannter Persönlichkeiten (Auswahl)

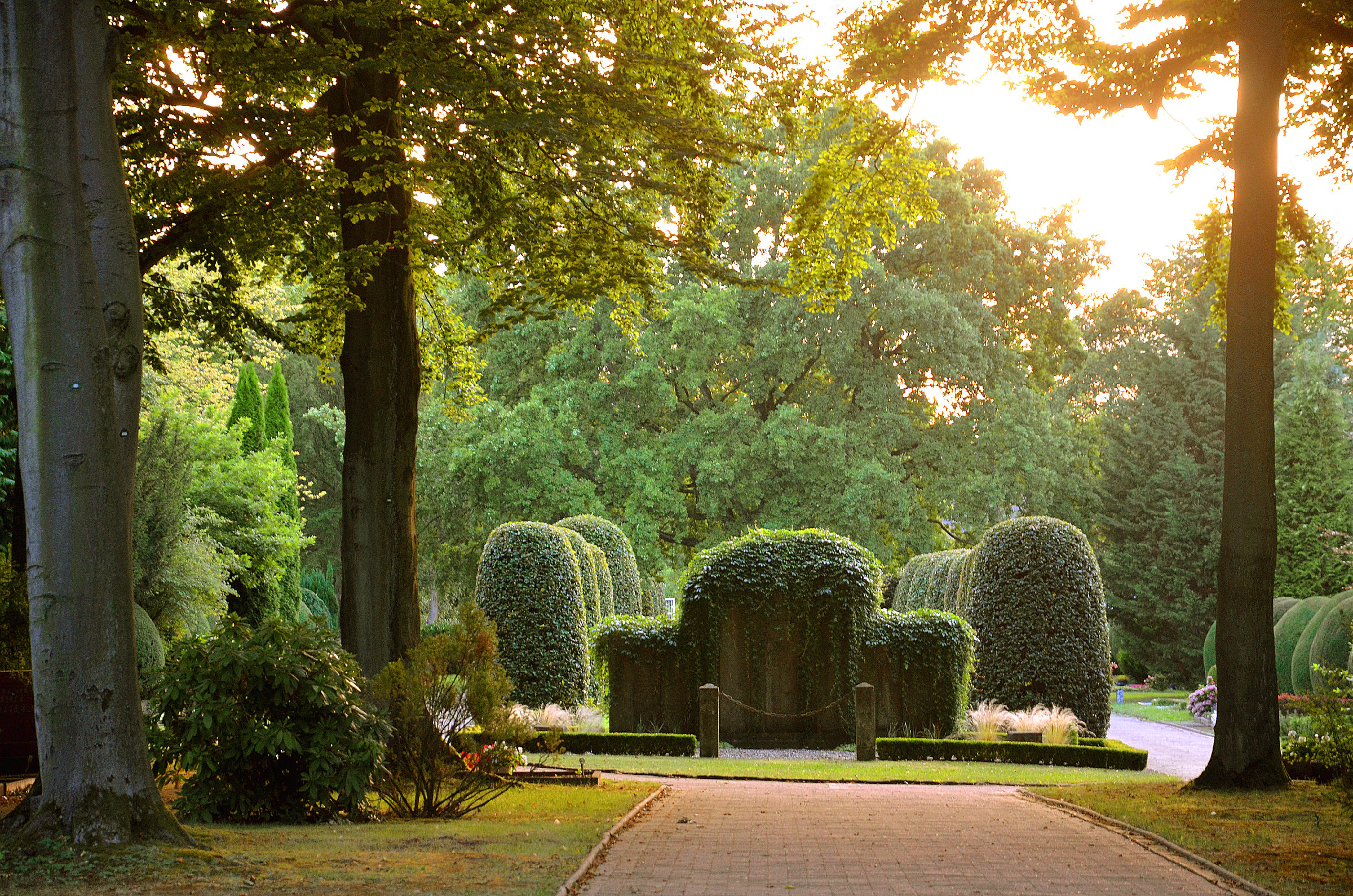
Blick durch die denkmalwerte Gartenanlage auf das Grabmal um die Familie des Unternehmers Richard Lattorf

- Richard Lattorf (1864–1959), unter anderem Unternehmer, Direktor der Englischen Asphalt, Sportler und Sportförderer[4]
- Hermann Hartmut Bergengruen (1936–1997), evangelischer Pastor, Friedensaktivist und auf regionaler Ebene Mitbegründer der späteren Bundespartei Bündnis 90/Die Grünen[9]